# Aj Ne' Yohl Mat
Aj Ne' Yohl Mat (? - 11 de agosto de 612) foi um rei Maia da cidade de Palenque. Ascendeu ao trono em 605 e morreu em 612.